# Concert

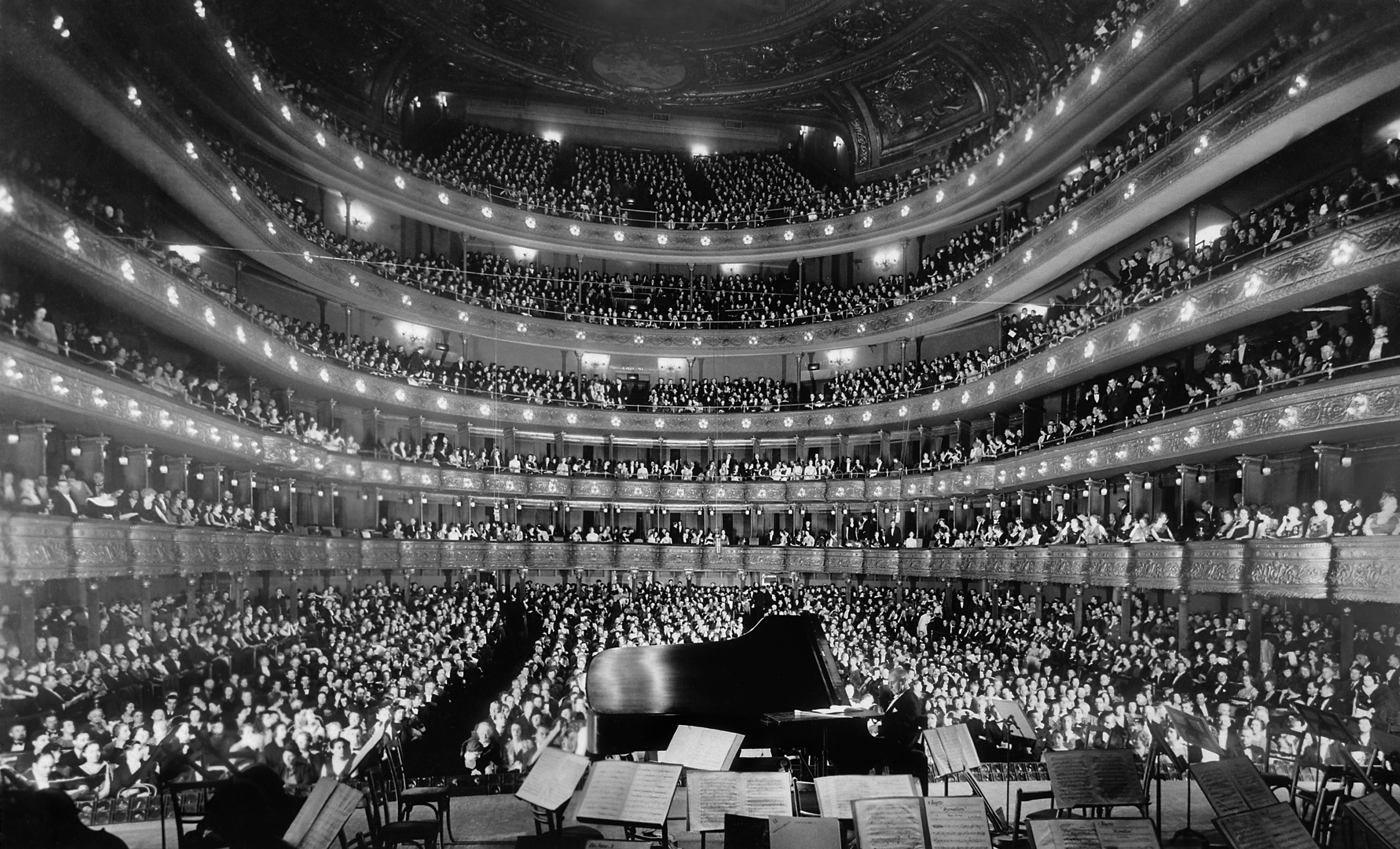
Concert de piano al Metropolitan de Nova York

El concert, de l'italià concerto, té diferents significats però tots deriven del seu ús musical. L'etimologia de la paraula és una mica conflictiva, ja que deriva de l'italià concertare que té el significat d'«afirmar, disputar», però també té un altre significat en el sentit contrari: acceptar, és a dir, estar d'acord.
Del primer significat, «disputa», en deriva la forma musical del concert per a solista o el concerto grosso, en la que dues forces, dos grups instrumentals dialoguen, s'oposen o es posen d'acord, cadascun amb els seus moment de protagonisme.
Del segon significat, han sorgit diferents usos, el més conegut dels quals és el d'un espectacle musical en viu. En el llenguatge popular s'ha integrat el terme i es fa servir en diferents àmbits com un acord entre diverses persones amb vista a un fi comú (per ex., concert econòmic), o en el sentit d'ordre, que tot estigui o vagi de manera organitzada. Per extensió, acordar algun pacte té el sinònim de "concertar un acord".

## El concert com a espectacle
Un concert és una audició pública o privada d'una o més obres musicals. Els primers concerts, precursors dels concerts actuals, els trobem a les acadèmies italianes, en l'activitat dels Collegia musica i de les capelles de música.
El concert tingué una vida regular a partir del segle xviii a nombrosos països occidentals i experimentà un gran desenvolupament a l'època industrial quan es popularitzà i deixà d'ésser fonamentalment de tipus privat per esdevenir de caràcter públic.
A Catalunya, el concert públic s'inicià a Barcelona a la darreria del segle xviii. Les principals associacions que celebraren concerts foren la Societat Filharmònica (1844-57), la Societat de Concerts Clàssics (1866), la Societat Barcelonina de Quartets (1872) i la Societat de Concerts (1880).

## El concert com a forma musical
El concert com a títol d'una peça de música normalment es refereix a una obra en la qual un instrument solista és acompanyat per una orquestra. El concert, entès d'aquesta manera, va sorgir durant el barroc a partir d'una forma de solo més col·lectiu que era el concerto grosso, on el contrast és entre un grup petit d'instruments i la resta de l'orquestra. Mentre que el ''concerto grosso'' és propi del barroc, el concert per a solista ha continuat generant obres musicals fins als nostres dies.